# Fitzroy Dunkley
Fitzroy Dunkley (ur. 20 maja 1993) – jamajski lekkoatleta specjalizujący się w biegach sprinterskich.
W 2016 startował na halowych mistrzostw świata, podczas których osiągnął półfinał biegu na 400 metrów, a wraz z kolegami z reprezentacji zajął 4. miejsce w sztafecie 4 × 400 metrów. Na igrzyskach olimpijskich w Rio de Janeiro (2016) zdobył srebrny medal w sztafecie 4 x 400 metrów.
Złoty medalista mistrzostw NCAA.

## Osiągnięcia
| Rok  | Impreza                   | Miejsce        | Konkurencja             | Lokata     | Wynik   |
| ---- | ------------------------- | -------------- | ----------------------- | ---------- | ------- |
| 2015 | Uniwersjada               | Gwangju        | bieg na 400 metrów      | półfinał   | DNS     |
| 2016 | Halowe mistrzostwa świata | Portland       | bieg na 400 metrów      | półfinał   | 47,13   |
| 2016 | Halowe mistrzostwa świata | Portland       | sztafeta 4 × 400 metrów | 4. miejsce | 3:06,02 |
| 2016 | Igrzyska olimpijskie      | Rio de Janeiro | bieg na 400 metrów      | eliminacje | 45,66   |
| 2016 | Igrzyska olimpijskie      | Rio de Janeiro | sztafeta 4 × 400 metrów | 2. miejsce | 2:58.16 |

## Rekordy życiowe
- Bieg na 400 metrów (stadion) – 45,06 (2016)
- Bieg na 400 metrów (hala) – 46,04 (2016)